# Ambasciatori prussiani in Baviera

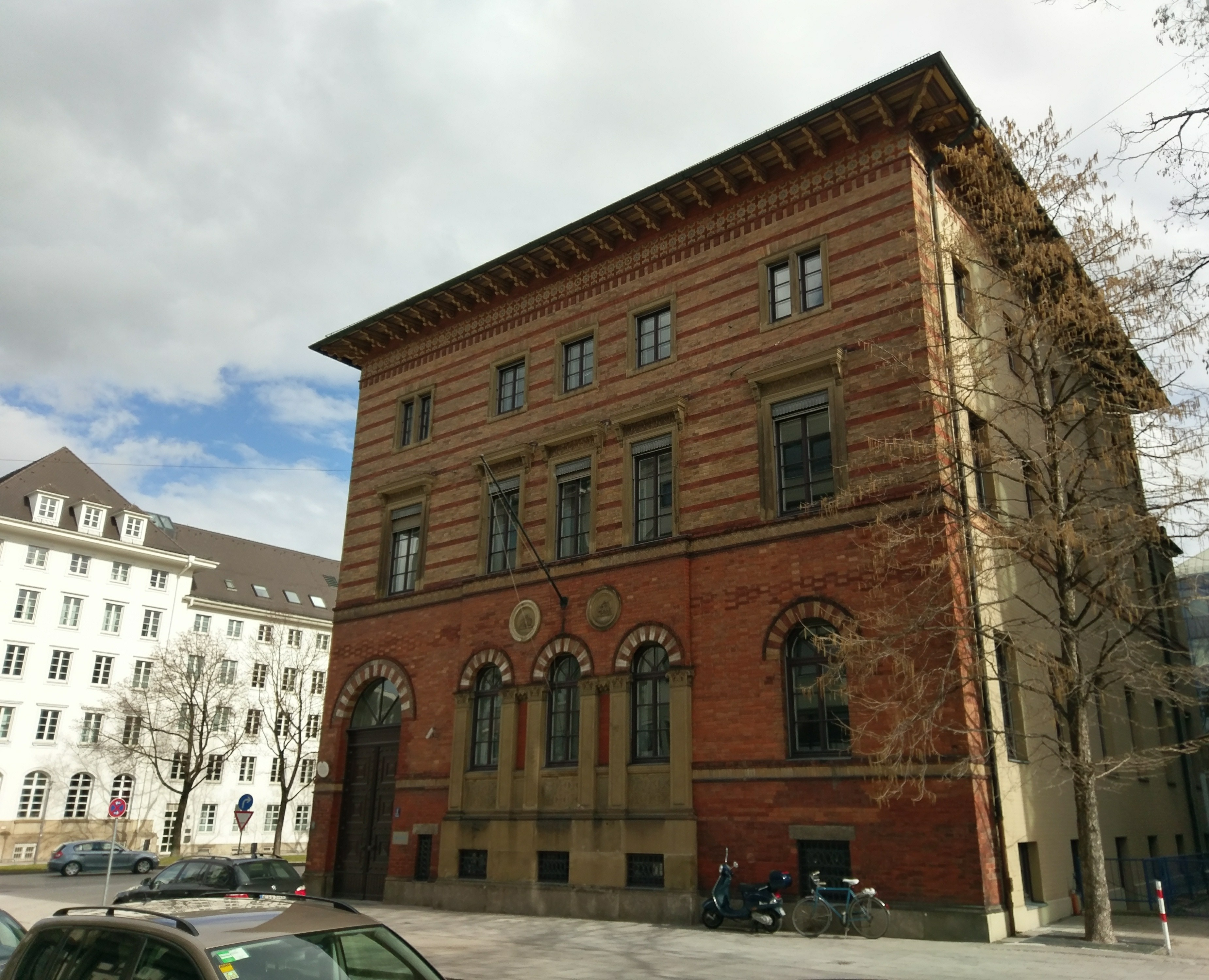
Palazzo Dürckheim, sede dell'ambasciata prussiana in Baviera dal 1857 al 1909

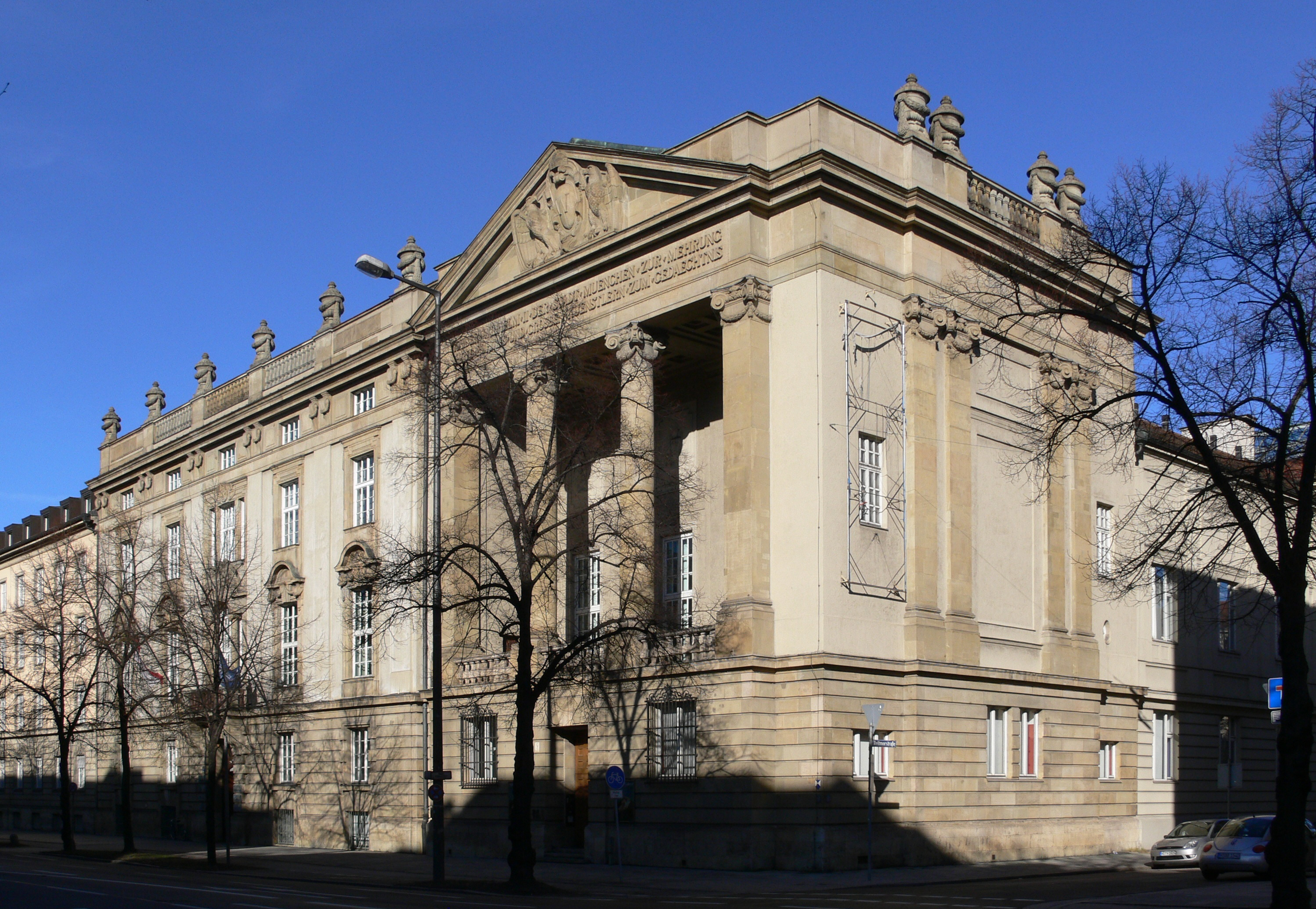
L'ultima sede dell'ambasciata prussiana in Baviera.

L'ambasciatore prussiano in Baviera era il primo rappresentante diplomatico della Prussia in Baviera.
Le relazioni diplomatiche iniziarono ufficialmente nel 1740. Nel XIX secolo, la sede dell'ambasciata prussiana in Baviera era posta all'indirizzo Türkenstrasse n.83 a Monaco di Baviera. Dal 1857 al 1907 l'ambasciata venne spostata al palazzo Dürckheim in Türkenstrasse n.4. Tra il 1907 ed il 1909 venne costruito un nuovo edificio per l'ambasciata prussiana sulla Prinzregentenstraße..
L'ambasciata prussiana in Baviera esistette sino al 31 marzo 1921.

## Regno di Prussia
- 1740-1746: Joachim Wilhelm von Klinggräff
- 1799-1801: Friedrich August Thomas von Heymann
- 1814-1817: Johann Emanuel von Küster
- 1817-1824: Wilhelm von Zastrow
- 1824-1833: Johann Emanuel von Küster
- 1833-1843: August Heinrich Hermann von Dönhoff
- 1843-1845: Ludwig Rüdt von Collenberg-Bödigheim
- 1845-1848: Albrecht von Bernstorff
- 1848-1858: Heinrich Friedrich Philipp von Bockelberg
- 1858-1859: Theodor Franz Christian von Seckendorff
- 1859-1862: Wilhelm Paul Ludwig zu Löwenstein-Wertheim-Freudenberg
- 1862-1864: Wilhelm von Perponcher-Sedlnitzky
- 1864-1867: Enrico VII di Reuss-Köstritz
- 1867-1888: Georg von Werthern
- 1888-1891: Kuno zu Rantzau
- 1891-1894: Philipp zu Eulenburg
- 1894-1895: Max von Thielmann
- 1895-1902: Anton von Monts
- 1902-1907: Friedrich Pourtalès
- 1907-1912: Karl Eberhard Friedrich von Schlözer
- 1912-1917: Karl Georg von Treutler
- 1917-1918: Julius von Zech-Burkersroda

## Libero stato di Prussia
- 1918-1923: Julius von Zech-Burkersroda
- 1923-1931: Edgar Haniel von Haimhausen

1931: Chiusura dell'ambasciata